# Карам Бей, Юсеф
Юсеф Бей Карам (англ. Youssef Bey Karam; 5 мая 1823 — 7 апреля 1889) — вождь маронитов Ливана, руководитель антитурецкого восстания 1866-1867 гг.
Сын шейха Бутроса Карама, правителя Эдена в горном Ливане. В 1846 г. унаследовал власть над регионом и пользовался большой популярностью, так что назначенный Османской империей губернатор Ливана Дауд-паша предложил ему важный государственный пост. Карам, однако, отказался и потребовал единоличной власти над Ливаном. Тогда Дауд-паша арестовал его и отправил в Стамбул, но Карама так и не судили.
В 1863 г., когда турецким правительством был введён органический регламент для христиан Сирии, 119 ливанских общин заявили о своём желании подчиниться Караму, и в 1864 г. он бежал из Смирны и сумел пробраться обратно на родину.
В 1866 г. противостояние Карам-бея и Дауд-паши приняло открытый военный характер. Первое военное столкновение состоялось 6 января в Жуние, и Карам одержал победу — закреплённую затем сражениями при Зебхелле, Вади-Эль-Салибе и др. Однако затем выяснилось, что европейские правительства, на чью поддержку рассчитывал Карам-бей, не признают его власть легитимной и по-прежнему считают Ливан законным владением Турции. Поскольку средств и людских ресурсов для длительных боевых действий у Карам-бея не было, он принял предложение французского правительства и 31 января 1867 г. отправился в изгнание в Алжир, после чего в Ливан ему вернуться было уже не суждено. Однако после смерти Карам-бея его тело было доставлено для погребения в церковь св. Георгия в Эдене, перед которой в 1932 г. ему был воздвигнут памятник.